# NGC 3525
NGC 3525 (NGC 3497, NGC 3528) je lećasta galaktika u zviježđu Peharu. Naknadno je utvrđeno je to ista galaktika kao NGC 3497 i NGC 3528.

## Vanjske poveznice
- (eng.) SEDS: NGC 3525
- (eng.) Revidirani Novi opći katalog
- (eng.) Izvangalaktička baza podataka NASA-e i IPAC-a
- (eng.) Astronomska baza podataka SIMBAD
- (eng.) VizieR